# Clinton, Ontario
Clinton är en ort i Ontario i Kanada. 
Clinton grundades 1831 när Jonas Gibbings, Peter och Stephen Vanderburg bosatte sig i området. Orten började sedan växa 1844 när William Rattenbury presenterade sina planer på att bilda en by. 1954 bodde 2625 personer i Clinton och år 2011 uppskattades befolkningen till 3 114 invånare.
Staden är uppkallad efter den brittiska generalen sir Henry Clinton som stred i Napoleonkrigen. Clinton har en stor radarantenn i centrum på grund av den kanadensiska militärbasen RCAF Station Clinton som låg där under andra världskriget.

## Kända personer från Clinton
- John Muirhead (1877–1954), politiker
- Alice Munro (född 1931), prisbelönt författare
- Ryan O'Reilly (född 1991), ishockeyspelare
- Steven Truscott, dömd mördare